# Coronavirus

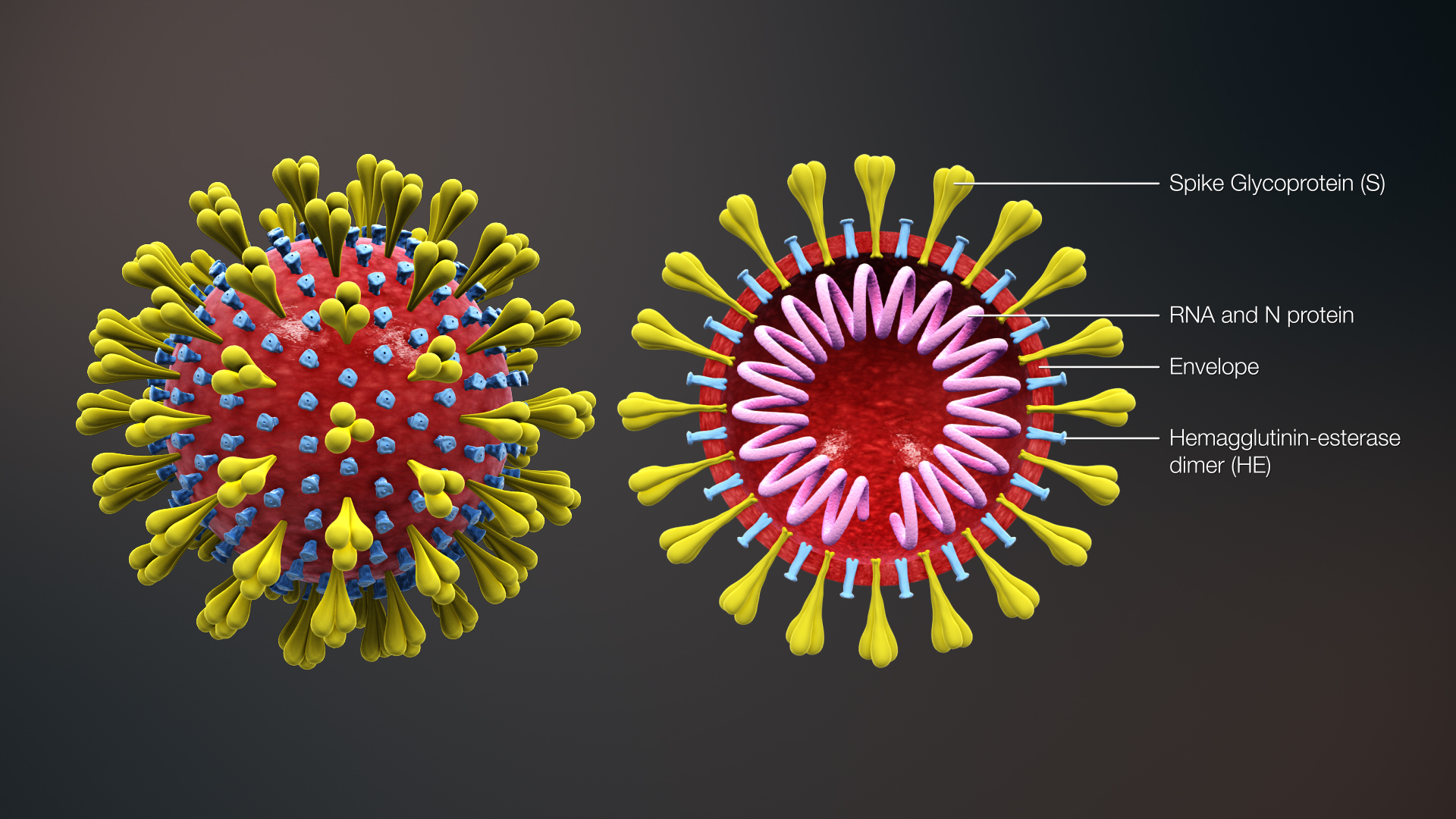
Tredimensionell modell av sars-cov-2.

Coronavirus är en virusfamilj som bland annat orsakar sjukdomar hos fåglar och däggdjur, inklusive människor. Hos människor orsakar de förkylning med halsont och hosta, och ibland lunginflammation. Vanligtvis är symptomen lindriga, men sjukdomarna kan i ovanliga fall vara dödliga. Hos kor och grisar orsakar de diarré, medan hönsfåglar kan drabbas av lungsjukdomar. Virusfamiljen har fått sitt namn eftersom det vid elektronmikroskopi ser ut som att viruset har en korona.
Det finns inga antivirala mediciner mot de coronavirus som smittar människor, som godkänts för skydd eller bot. Mot sars-cov-2, det virus som orsakar covid-19-pandemin, finns dock flera godkända vacciner.
Det första coronaviruset upptäcktes och beskrevs 1937, vilket identifierades hos fåglar. De första som infekterat människan upptäcktes 1967 och var tre olika virus som återfanns i näshålan på patienter med vanlig förkylning. Andra virus inom gruppen har senare identifierats, som SARS-CoV som orsakade sars år 2003, HCoV NL63 år 2004, HKU1 år 2005, MERS-CoV år 2012 och sars-cov-2 år 2019. De flesta av dessa virus har orsakat luftvägsinfektioner.

## Forskningshistorik
Det första coronaviruset upptäcktes och beskrevs på 1930-talet, vilket var aviärt infektiöst bronkitvirus (IBV) som återfanns hos kycklingar. De första som infekterade människan upptäcktes i  början av 1960-talet och var två olika virus som återfanns i näshålan på patienter med vanlig förkylning. De båda virusen identifierades och beskrevs på ett forskningscentrum i Salisbury i södra England, där man studerade vanlig förkylning under namnet Common Cold Research Unit, och de fick namnen humant coronavirus 229E och humant coronavirus OC43.. Från 1957 hade arbetet där letts av David Tyrell. Till sin hjälp för att kunna odla coronavirusen samarbetade de med den svenska läkaren Bertil Hoorn, som lyckats skapa en organkultur, det vill säga en laboratoriemiljö, där de nya virusen kunde växa. 1967 publicerade Common Cold Research Unit den första bilden av ett coronavirus taget av June Almeida, som myntade termen coronavirus på grund av glykoproteinutskotten som fick viruset att kunna liknas vid solens korona.
I och med utbrottet av sars år 2003 växte intresset för coronavirus och forskningen intensifierades. Sedan dess har ytterligare fyra coronavirus som infekterar människan identifierats.

## Systematik
Coronavirus är en grupp virus inom underfamiljen Orthocoronavirinae i familjen Coronaviridae, inom ordningen Nidovirales.

### Morfologi
Coronavirus har enkelsträngat positivt RNA-genom och består av ett antal proteiner som skapar dess struktur. Dessa är taggarna, de så kallade peplomerna (S), lipidhöljet (E), membranet (M) och ett spiralformat omgivande proteinskal som kallas nukleokapsid (N). Vissa coronavirus, speciellt de som tillhör Betacoronavirus subgrupp A, har även kortare tagglika protein som kallas haemagglutininesteras (HE).
Genomens storlek varierar mellan 26 och 32 kilobaspar (kbp); coronavirus är de största av alla RNA-virus. Vironerna är fullständiga viruspartiklar med en diameter av 120–160 nm.

### Namn
Namnet "coronavirus" härstammar från latinets corona och grekiskans κορώνη (korṓnē) som betyder krona eller korona. Detta refererar till vironets karaktäristiska form (den infekterande formen) betraktat i ett elektronmikroskop, då de har en kant av stora svällande utskott på ytan som vid elektronmikroskopi skapar en bild påminnande om solens korona. Denna morfologi beror på de virala taggar (S) som förekommer på ytan av viruset och som bestämmer vilken värdorganism som kan infekteras.

### Släkten
- Släkte: Alphacoronavirus; typart: Alphacoronavirus 1[9][10]
  - Exempel: Alpaca coronavirus, Alphacoronavirus 1, Humant coronavirus 229E, Humant coronavirus NL63, Miniopterus-fladdermus-coronavirus 1, Miniopterus-fladdermus-coronavirus HKU8, Svinepidemi-diarrévirus (PEDV), Rhinolophus-fladdermus-coronavirus HKU2, Scotophilus-fladdermus-coronavirus 512
- Släkte Betacoronavirus; typart: Mushepatitvirus
  - Exempel: Humant coronavirus HKU1, Mushepatitvirus, Pipistrellus-fladdermus-coronavirus HKU5, Rousettus-fladdermus-coronavirus HKU9, SARS-CoV, Tylonycteris-fladdermus-coronavirus HKU4, MERS-CoV, Humant coronavirus OC43, Igelkott-coronavirus 1 (EriCoV), sars-cov-2
- Släkte Gammacoronavirus; typart: Aviärt infektiöst bronkitvirus (IBV)
  - Exempel: Avi coronavirus, Vitval-coronavirus SW1, Ank-coronavirus, Aviärt infektiöst bronkitvirus
- Släkte Deltacoronavirus; typart: Bulbyl-coronavirus HKU11
  - Exempel: Bulbul-coronavirus HKU11, Munia-coronavirus HKU13, Trast-coronavirus HKU12

### Evolution
Den senaste gemensamma genetiska anfadern (MRCA) för alla coronavirus, har daterats till cirka 8000 f.Kr. MRCA för Alphacoronavirus, Betacoronavirus, Gammacoronavirus och Deltacoronavirus har i sin tur daterats till cirka 2400 f.Kr, 3300 f.Kr, 2800 f.Kr och 3000 f.Kr. Indikationer tyder på att fåglar och fladdermöss är ideala värdar för coronavirus.
Coronavirus som infekterar nötkreatur, kontra de som infekterar hunddjur divergerade först 1951. Medan humant coronavirus OC43 divergerade från nötkreaturscoronavirus på 1890-talet.
Middle East respiratory syndrome-relaterat coronavirus (MERS-CoV) är besläktat med flera fladdermus-coronavirus men verkar ha divergerat från dessa för flera hundra år sedan.
Humant coronavirus NL63 och fladdermus-coronavirus delade en MRCA för 563–822 år sedan.
Det mest närbesläktade fladdermus-coronaviruset och SARS coronaviruset divergerade 1986.

## Coronavirus hos människan
Det finns sju kända coronavirus som smittar människor och som ger varierande symtom. Några av dem är mycket vanliga och orsakar vanlig förkylning med exempelvis hosta och feber, medan exempelvis SARS- och MERS-coronavirus kan orsaka allvarligare luftvägssjukdom. Coronavirus kan orsaka mer eller mindre allvarliga luftvägsinfektioner med spektrum från mycket ringa symtom till bronkit och lunginflammation, det senare en så kallad pneumonit eller följas av en sekundär sekundär bakteriell inflammation. I svåra sjukdomsfall kan den sjuke avlida. Oavsett vilken coronatyp det rör sig om sker smittspridningen mellan människor via luftrörssekret som droppar vid en hosta, nysning och liknande. Direkt kontaktsmitta framför allt via händer är en alternativ smittväg - "mun/näsa → hand till hand → mun/näsa".
De sju kända coronavirusen hos människan:
1. Humant coronavirus 229E (HCoV-229E)
2. Humant coronavirus OC43 (HCoV-OC43)
3. SARS-CoV som orsakat sjukdomen sars
4. Humant coronavirus NL63 (HCoV-NL63)
5. Humant coronavirus HKU1 (HCov-HKU1)
6. Middle East respiratory syndrome coronavirus (MERS-CoV), tidigare kallat Novel coronavirus 2012 och HCoV-EMC.
7. Severe acute respiratory syndrome coronavirus 2, förkortat sars-cov-2[23][24], tidigare kallat Novel coronavirus 2019 (2019-nCoV) och Wuhan-coronavirus.[25] ('Novel' i det här fallet betyder "nyligen upptäckt".)[23]

Coronavirusen HCoV-229E, -NL63, -OC43 och -HKU1 cirkulerar kontinuerligt inom den mänskliga populationen och orsakar luftvägsinfektioner hos vuxna och barn över hela världen.

### SARS-CoV
Åren 2003–2004 utbröt en epidemi av ett nytt coronavirus, benämnt SARS-CoV, som orsakade sjukdomen sars (Severe acute respiratory syndrome/"Svår akut respiratorisk sjukdom"). Utbrottet omfattade mer än 8000 sjukdomsfall där över 750 personer avled i sviterna. Smittan upptäcktes i Kina men spreds till ett flertal andra länder via resenärer. Smittan tros härstamma från fladdermöss som smittat andra djurarter och slutligen människan. Viruset hade relativt låg smittsamhet mellan människor vilket, tillsammans med internationellt smittskyddsarbete förmodligen, var orsak till att smittspridningen upphörde. I förhållande till de andra coronavirusen var SARS-CoV ovanligt eftersom det kunde orsaka både akut övre- och akut nedre luftvägsinfektion. Forskarna började utveckla ett vaccin. De hann inte längre än till fas 1, alltså ett första försök på människor, innan epidemin dog ut av sig själv.

### MERS-CoV
År 2012 upptäcktes ett nytt coronavirus på Arabiska halvön, benämnt MERS-CoV (Middle Eastern Respiratory Syndrome corona virus), som orsakar sjukdomen mers. Viruset kan orsaka svår lunginflammation, men även komplikationer på andra organ - framförallt njursvikt. Samtliga kända fall har haft koppling till länder på den Arabiska halvön, men det förekommer även enstaka personer som smittats av personer som vårdats i Sydkorea, Storbritannien, Frankrike och Italien. Smittan tros härstamma från ett djur men den faktiska smittkällan är ännu okänd, även om det finns indikationer på att viruset kan härstamma från dromedar. Viruset har relativt låg smittsamhet mellan människor och de flesta dödlig fall har haft underliggande sjukdomar. Spridning av viruset pågår fortfarande.

### Sars-cov-2
I slutet av 2019 upptäcktes ett nytt coronavirus i Wuhan som den 11 februari 2020 fick det officiella namnet sars-cov-2, och som orsakade sjukdomen covid-19. Under januari 2020 bekräftades smittspridning mellan människor och mänskliga dödsfall på grund av sjukdomen covid-19 som viruset orsakar. Under perioden fram till sista januari 2020 ökade antalet rapporterade smittade till över 20 000 personer. Genom resenärer spred sig smittan till andra länder i Asien, Nordamerika och ett antal länder i Europa. I början av februari hade cirka 400 personer avlidit främst i Fastlandskina men också i Filippinerna och Hongkong. I slutet av februari fanns det bekräftade fall i alla världsdelar utom Antarktis. Den 6 mars passerade det totala antalet kända infekterade 100 000 individer och tjugo dagar senare, den 26 mars fanns det en halv miljon kända individer i världen som smittas av viruset.